# Matthias Manasi
Matthias Manasi (Berlin, 26 de desembre de 1969) és un director d'orquestra i pianista alemany. Va ser director musical i director titular de la Nickel City Opera de Buffalo, a Nova York (Estats Units) des de 2017 fins a 2021.

## Estudis
Matthias Manasi va començar a estudiar piano als 3 anys i el violí als 8. Als 14 anys va estudiar piano amb Wolfgang Bloser, als 16 amb Etta Tanay a Stuttgart. Manasi va estudiar direcció d'orquestra amb Thomas Ungar; clavicèmbal amb Siegfried Petrenz, i piano amb Andrzej Ratusiński a la "Staatliche Hochschule für Musik und Darstellende Kunst Stuttgart" (Universitat de Música i Arts Escèniques de Stuttgart), i piano amb Carmen Piazzini a la "Hochschule für Musik Karlsruhe" (Universitat de Música de Karlsruhe).
Als 19 anys es va convertir en repetidor i director assistent en l'Òpera Estatal de Stuttgart i va dirigir als 19 anys la Histoire du soldat de Stravinski en el Wilhelma-Theater de Stuttgart. Entre els seus mestres figuren també Gianluigi Gelmetti, Kurt Masur, Sylvain Cambreling, Helmuth Rilling i Jorma Panula. Entre els seus mentors hi ha Karl Österreicher i Ferdinand Leitner. Com a estudiant va ser assistent de Heinz Holliger, Manfred Honeck i Miguel Ángel Gómez Martínez. Va començar la seva carrera com a director d'òpera amb Verdi's
Un ballo in maschera a l'Òpera Estatal de Silèsia a Opava (Slezské divadlo Opava), seguida de La bohème de Puccini, Don Giovanni de Mozart i Die Zauberflöte de Mozart.

## Carrera musical
Després de finalitzar els seus estudis, va treballar com a director d'orquestra (Kapellmeister) a la Opernhaus Kiel i al Oldenburgisches Staatstheater i posteriorment va ser director principal de la Orchestra Camerata Italiana de 2000 a 2013. Amb aquesta orquestra va dirigir l'estrena mundial de l'oratori de Cosimo Minicozzi La Passió del Pare Pío dona Pietrelcina al 2012.
De 2010 a 2013 va ser director musical del Festival Internacional Punta Clásico de Montevideo. Del 2013 al 2016, Manasi va ser el primer director d'orquestra de l'Òpera de Breslau. El 2017, Manasi es va convertir en director musical i director titular de la Nickel City Opera de Buffalo (NY), càrrec que va finalitzar el 2021. Manasi va ser director titular de l'orquestra "I Solisti di Milano".
També ha dirigit en diversos teatres d'òpera com el Theater Bremen, el Deutsche Oper Berlin, el Staatstheater Braunschweig, el Stadttheater Klagenfurt, l'Opernhaus Leipzig, el Staatstheater Kassel, l'Òpera de Halle, l'Òpera de Poznań, l'Òpera de Astana i al Gran Teatre de Varsòvia.
Manasi també ha col·laborat, entre altres, amb la Münchner Runfunkorchester, l'Orquestra Filharmònica de Hèlsinki, la SWR Symphonieorchester, la Niedersächsisches Staatsorchester Hannover, l'Orquestra Filharmònica Txeca, la Orchestra Sinfonica di Roma, la Orchestra Sinfonica della Città Metropolitana di Bari, l'Orquestra Filharmònica de Beiras, la Orchestra Sinfonica do Teatro Nacional Claudio Santoro, la Wiener Mozart Orchester, la Symphoniker Hamburg, la Çukurova Devlet Senfoni Orkestrası, l'Orquestra Filharmònica Estatal de Kazakhstan, l'Orquestra Filharmònica de Ploiești i va dirigir el concert en memòria del rei Miquel I de Romania amb l'Orquestra de la Ràdio Nacional Romanesa el 8 de desembre de 2017 a Bucarest.
A més de la seva tasca com a director, també va actuar com a pianista de concert i va actuar amb orquestres com l'Orquestra Filharmònica de Kiel. El 5 de març de 2016, Manasi va inaugurar el 24è Festival Internacional d'Estrelles de Liepaja com a pianista i director del Concert per a piano núm. 0 de Beethoven amb l'Orquestra Simfònica de Liepāja. Manasi ha actuat com a pianista de concert i director amb orquestres com l'Orquestra Simfònica del Sud d'Arizona i l'Orquestra Simfònica Rio Grande do Norte. Al novembre de 2009 va acompanyar a la mezzosoprano Laura Brioli al Richard Wagner Steinway grand piano en un concert a la Vil·la Wahnfried de Bayreuth (Baviera, Alemanya).
El 2023, el segell Hänssler Classic va publicar un CD amb Manasi i la Slovak Sinfonietta amb les simfonies núm. 34-36 de Mozart.
Al gener de 2024 va dirigir per primera vegada el Concert d'Any Nou de Malàisia amb l'Orquestra Simfònica de Selangor a Kuala Lumpur.